# Gut Listringhausen

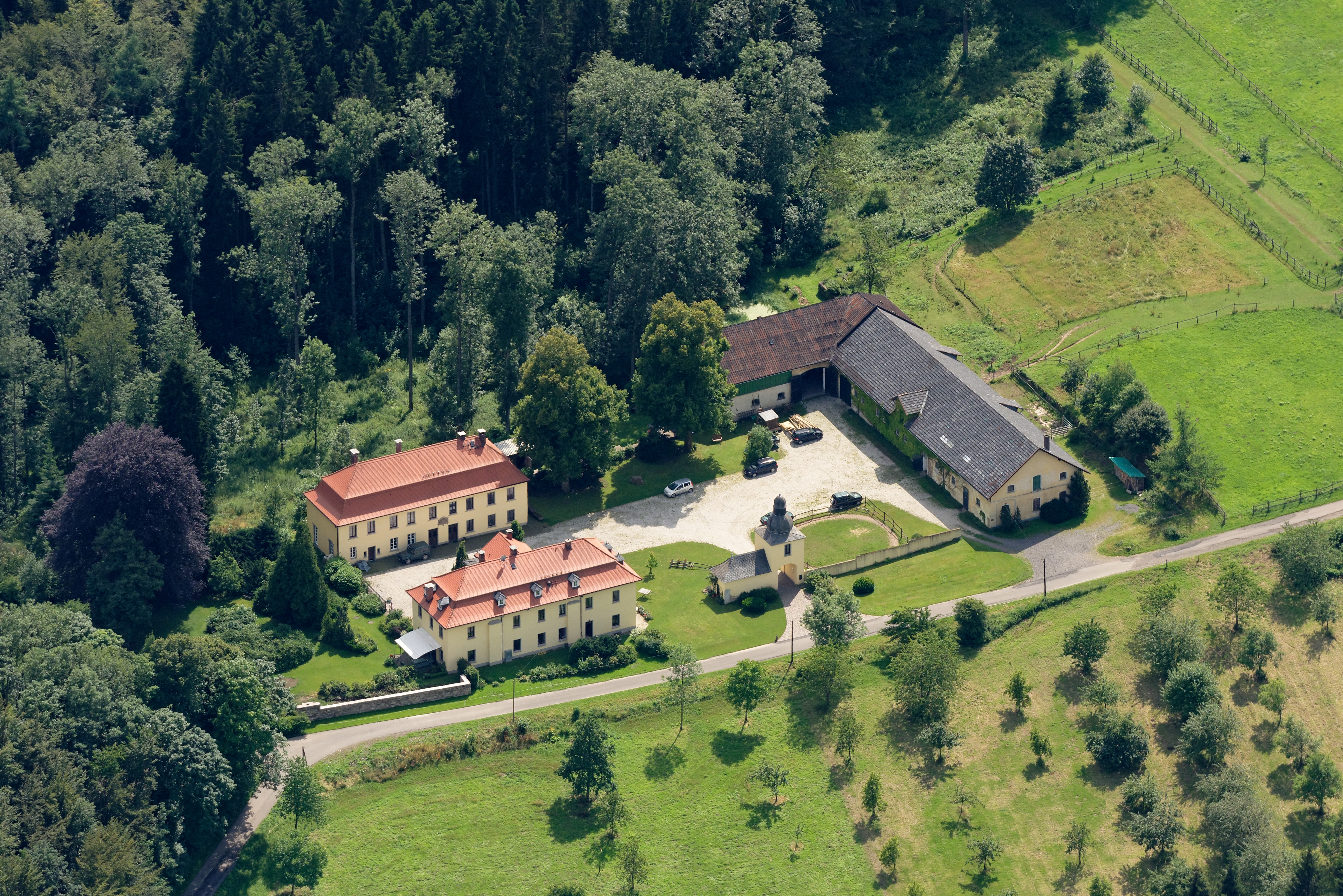
Luftbild Gut Listringhausen

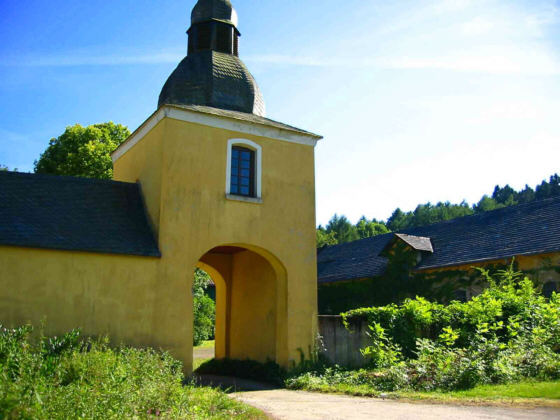
Portal

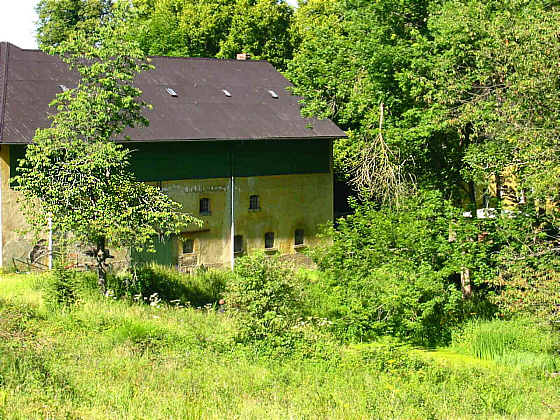
Seitenansicht

Das alte Rittergut Listringhausen ist eines der Wahrzeichen der Stadt Meinerzhagen. Es liegt in der unmittelbaren Nähe des Vorbeckens der Genkeltalsperre und ist ein Blickfang in der sehr ländlichen Umgebung. Der nächstgelegene Ort ist das Bauerndorf Genkel.

## Geschichte
Die historische Stätte wird 1621 erstmals urkundlich erwähnt, als Friedrich von Neuhoff, dem späteren Besitzer von Schloss Badinghagen, vom Kurfürsten von Brandenburg für seine Listringhausener Besitzungen die Anerkennung als Rittergut zugesprochen wird.
Durch Erbteilung wurden die beiden Häuser Listringhausen und Badinghagen 1653 wieder getrennt. 
Der Sohn Caspar Christoph von Neuhoff erhielt Listringhausen. Auf ihn folgen noch drei Generationen seines Geschlechts auf Listringhausen, das danach dem Freiherren Franz Adolf Joseph von Nagel zu Badinghagen übertragen wurde. Mit ihm starb aber auch die Linie von Nagel zu Badinghagen und Listringhausen im Mannesstamm aus. Die Erbtochter heiratete 1789 Franz Karl Reichsfreiherrn Raitz von Frentz zu Schlenderhan, von dem die beiden Häuser 1897 in öffentlicher Versteigerung für 40300 Mark an Heinrich Dresler aus Kreuztal übergingen.

## Bauwerk
Das Gut Listringhausen zeigt damals wie heute Haupt-, Neben-, Torhaus, Stallungen und einen Park, umgeben von einer kleinen Bruchsteinmauer. Das heutige Nebenhaus wurde elf Jahre vor dem heutigen Herrenhaus errichtet und dürfte damals wohl ursprünglich das Haupthaus gewesen sein. Darauf deutet auch das Wappen über den beiden mittleren Türen des Nebenhauses hin, auf dem der neue bürgerliche Besitzer dem Allianzwappen von Neuhoff / von der Mark zu Villgst seine Initialen „HD“ für Heinrich Dresler und die Jahreszahl 1897 hinzufügte. Mit neun Fensterachsen auf der Hofseite behauptet es sich gleichrangig neben dem heutigen Herrenhaus.
1903 wurden beide Häuser restauriert. Herren-, Neben-, Torhaus und Stallungen wurden verputzt, somit ist heute vom Bruchstein als Bausubstanz nichts mehr zu sehen.
Das Gut Listringhausen befindet sich in privatem Besitz und ist nur von außen zu besichtigen.